# Església de Sant Isidre i Sant Antoni
L'Església de Sant Isidre i Sant Antoni de Marzà (Pedret i Marzà, Alt Empordà) és un edifici del segle XX inclòs en l'Inventari del Patrimoni Arquitectònic de Catalunya.

## Descripció
Està situada en el carrer del Mar, dins del nucli urbà de la població de Marzà.
És un edifici de planta rectangular i d'una sola nau, amb la coberta a dos vessants de teula. Presenta un gran porxo davanter, a manera de nàrtex, cobert amb teulada a un vessant i delimitat per tres grans obertures d'arc rebaixat, i un petit campanar d'espadanya amb la coberta piramidal de rajola vidrada. A la façana sud se li adossa un petit cos de planta quadrada, amb la coberta a un vessant, que probablement es correspongui amb la sagristia. Totes les obertures de les façanes laterals es corresponen amb finestrals rectangulars, mentre que les de la sagristia són quadrades. Tant a la façana principal com a la posterior, al nivell superior, hi ha dues finestres quadrades amb gelosia.

## Història
Va ser consagrada el 15 de maig de 1968 sota el patronatge de sant Isidre i sant Antoni Abat. Va ser bastida sobre els terrenys cedits per Josep Castelló Vidal.